# 立川吉笑
立川 吉笑（たてかわ きっしょう、1984年6月27日 - ）は落語立川流所属の落語家。本名∶人羅 真樹。京都府京都市出身。立川談笑門下一番弟子

## 経歴
京都市立堀川高等学校自然探究科卒業。京都教育大学教育学部数学科教育専攻中退。
もともとお笑い芸人志望であり、大学を1年で中退した後コンビを組んで2年間baseよしもとのオーディションを受けていたが相方の失踪で解散。ヨーロッパ企画の舞台に影響を受け放送作家をしつつコンビ「イクイプメン」を組み4年間ほど活動。倉本美津留に目を留められて上京し仕事を行っていた時期があったものの相方との衝突やレベルの違いから空中分解の状態になる。その頃買った立川志の輔のCDから落語家を志すようになる。
2010年11月6日、六代目立川談笑に入門。2012年4月、1年5か月という異例のスピードで二ツ目昇進。2021年1月23日・26日・29日に、新宿末廣亭の落語芸術協会1月下席夜の部、瀧川鯉八の主任興行にて、食いつきの二ツ目交互枠に初出演。通常の落語芸術協会興行の立川流真打交互出演枠ではなく、笑福亭羽光・春風亭昇々の落語芸術協会員との交互出演の中に入っての立川流出演となった。芸術協会員と混じっての出演、立川流の二ツ目全体の中での新宿末廣亭定席への出演はこの時が初。
2022年5月より「立川吉笑真打計画」と銘打った公演を定期開催し、真打昇進に向けた具体的な活動を開始した。
2023年7月から、博品館劇場にて5ヶ月連続で月替りのゲストを招き師匠の談笑とともに行う公演『立川吉笑 真打計画09　「真打トライアル」』を実施。11月8日の最終回『VOL.5』において、談笑より真打昇進が認められ、時期は未定ではあるが真打昇進が内定となった。のち、「2025年6月1日付で真打昇進予定」と自身のXへのポストで発表した。
2025年6月1日真打昇進。昇進当日の6月1日にはNHKラジオ第一「小痴楽の楽屋ぞめき」に出演（収録）、出演者から真打昇進を祝われた。
6月8日には東京・帝国ホテルで真打昇進披露宴を開催（司会：立川晴の輔）。2024年6月に落語立川流が一般社団法人となって以降初の真打昇進者となった吉笑を、600名あまりの観客が祝った。酒の上での失敗が続いたため二ツ目昇進後に禁酒をしており、経緯を紹介したスライドショーの上映後、披露宴の舞台上で７年ぶりに日本酒とビールを味わった。

## 芸歴
- 2010年11月 - 六代目立川談笑に入門、「吉笑」を名乗る。
- 2012年4月 - 二ツ目昇進。
- 2025年6月1日 - 真打昇進。

## 受賞歴
- 2021年12月 - 渋谷らくご大賞 おもしろい二つ目賞[10]・渋谷らくご創作大賞[10]（演目は『床女坊』。史上初の同一年ダブル受賞[10]）
- 2022年11月 - NHK新人落語大賞（演目は『ぷるぷる』。満点50点での優勝[11]）
- 2022年12月 - 渋谷らくご大賞 おもしろい二つ目賞
- 2024年01月 - 2023年度 公推協杯全国若手落語家選手権 大賞（演目は『小人十九』）[12]

## 真打昇進披露興行
2025年6月24日から7月3日まで、座・高円寺で『立川吉笑真打昇進披露興行 in 高円寺』が10日間12公演開催された（主催：立川吉笑GROUP、提携：NPO法人劇場創造ネットワーク、座・高円寺）。高円寺駅から劇場までの沿道には道案内を兼ねた興行の広告が随所に掲出された。この興行には吉笑・談笑師弟とともに、落語立川流の主要落語家のほか、落語協会、落語芸術協会、五代目円楽一門会所属の落語家・色物が日替わりで出演。寄席定席の形式にならった番組となったが、色物には東京の団体に所属していない漫才コンビなども出演して異色の顔ぶれとなっている。三味線は恩田えり、めくり・タイトルなどの寄席文字は橘右橘。劇場の内部も「寄席」にしつらえた仮囲いのセットを作り、座席も桟敷席を作り、パンフレットも日替わりで吉笑が文章を書いて作り上げた。公演のために作られたセットは公演終了後に取り壊す予定だったが、吉笑が倉庫に保管、今後の座・高円寺での落語立川流での公演に用いる予定。
| 公演日・昼夜 | 落語立川流                                         | 落語協会                                                 | 落語芸術協会                                | 円楽一門会           | その他                                  | 動画 | 備考               |
| ------------ | -------------------------------------------------- | -------------------------------------------------------- | ------------------------------------------- | -------------------- | --------------------------------------- | ---- | ------------------ |
| 6月24日夜    | 立川志の輔 立川談慶 立川小春志 立川志の彦 立川笑二 |                                                          |                                             |                      | 松元ヒロ 街裏ぴんく                     |      |                    |
| 6月25日夜    | 立川生志 立川志らら 立川わんだ 立川笑えもん        | 林家正蔵(9代目）                                         |                                             |                      | マキタスポーツ Aマッソ                  |      |                    |
| 6月26日夜    | 立川雲水 立川志の八 立川志獅丸 立川志の太郎        | 桃月庵白酒 岡大介                                        | ナイツ                                      |                      |                                         |      |                    |
| 6月27日夜    | 立川談之助 立川小談志 立川談吉 立川かしめ          |                                                          |                                             | 三遊亭兼好           | さこみちよ ランジャタイ                 |      |                    |
| 6月28日昼    | 立川志らく 立川志遊 立川談修 立川志らべ 立川談洲   | 米粒写経                                                 |                                             |                      | キュウ                                  |      |                    |
| 6月28日夜    |                                                    |                                                          | 春風亭昇々 瀧川鯉八 玉川太福 （玉川みね子） |                      |                                         |      | ソーゾーシー特別回 |
| 6月29日昼    | 立川志ら乃 立川志ゑん 立川笑王丸                   |                                                          | 瀧川鯉昇 立川談幸 ねづっち                  |                      | まんじゅう大帝国                        |      |                    |
| 6月29日夜    |                                                    | 春風亭一之輔 柳家わさび 春風亭柳枝（9代目） 三遊亭わん丈 |                                             |                      |                                         |      | 落語協会特別回     |
| 6月30日夜    | 立川左平次 立川志ら玉 立川談洲                     |                                                          | 神田伯山                                    |                      | 高田文夫 豆鉄砲                         |      |                    |
| 7月1日夜     | 立川談四楼 立川こしら 立川志のぽん 立川寸志        |                                                          |                                             | 三遊亭円楽 （7代目） | ヤーレンズ 14歳（水道橋博士・若林凌駕） |      |                    |
| 7月2日夜     | 立川キウイ 立川志の春 立川平林 立川笑えもん        |                                                          | 春風亭昇太 マグナム小林                     |                      | 家族チャーハン                          |      |                    |
| 7月3日昼     | 立川談春 立川晴の輔 立川らく次 立川らく兵 立川笑二 |                                                          | 鏡味味千代                                  |                      | ひつじねいり                            |      |                    |

## 人物
身長180cm、体重70kg。　兄と妹がいる。参議院議員の山添拓は高校の同級生。
立川談笑の一番弟子。弟弟子の立川笑二と2013年より同居していたが、2015年3月に解消している。落語立川流では数少ない関西弁を使う落語家である（立川流で関西弁を使う落語家として、談志門下の立川文都 (2009年死去)や立川雲水がいる）一方で、マクラでは東京弁を使用している。
高座では独自性に富むオリジナル落語をかけることが多い。自分にとっての噺の重要なポイントは『ギミック（仕掛け、アイデア、新しい視点、発明性）』、と『ストーリー（物語性、話の進め方）』であると述べている。また、高座では必ず袴を着用している。
自身が所属する新作ユニット「ソーゾーシー」（春風亭昇々、瀧川鯉八、玉川太福、立川吉笑）では、企画演出音響宣伝担当である。
2022年9月、経営危機のためクラウドファンディングをスタートさせて連絡をとってきた演芸CDショップの西新宿ミュージックテイトの店長・菅野建二に対して広報や運営の心構えや具体的な方法を指南。ソーゾーシーの全国ツアー資金のクラウドファンディングを自力で成功させた経験を活かし、募金成功のための手段を積極的に発信。落語芸術協会の若手落語家の協力も得て、最終日の9月30日の数日前に目標額の1200万円を超える成果を得た。
2024年1月、2023年度公推協杯全国若手落語家選手権大賞を受賞したが、その賞金50万円全額を元旦に発生した令和6年能登半島地震のために寄付している。

## 主なオリジナル落語
- 『テレスコ・序（＝『見たことも聞いたこともない虫』）』
- 『狸の恩返しすぎ』（『たぬき』の改作）
- 『大根屋騒動』
- 『舌打たず』
- 『手動販売機』
- 『くじ悲喜』
- 『粗粗茶』
- 『ぞおん』
- 『約百物語』
- 『台本問題（スポーツ編・ラブコメ編・ヤンキー編・サスペンス編）』
- 『何時材』
- 『一人相撲』
- 『tion』
- 『カレンダー』
- 『赤ん』
- 『ふすま屋』
- 『歩馬灯』
- 『茶法』
- 『蔵替え』
- 『新銭形平次』
- 『八五郎方向転換』
- 『良薬は口に甘し』
- 『本物の偽物』
- 『炭酸ガス研究会』
- 『尻子玉』
- 『寄席鍋』
- 『ノマド』
- 『第四者』
- 『悲し笑い』
- 『テロップ』
- 『サプリメント泥棒』
- 『親切』
- 『盲線』
- 『遺影屋』
- 『よっ先輩』
- 『ペープサート』
- 『大向こう』
- 『電子ヤンキー』
- 『情けは人の為ならずんば』
- 『当日談』
- 『乙の中の甲』
- 『小人十九』
- 『床女坊』
- 『ぷるぷる』

オリジナルではない新作に『桜の男の子』『明晰夢』『非明晰夢』（作・ナツノカモ）がある。ツチヤタカユキともライブを行った。

## 出演
- 『WOWOWぷらすと』（WOWOW、MC　2015年6月- ）
- 『デザインあ』NHK Eテレ
- 『新ニッポンの話芸 ポッドキャスト』（ゲスト出演。第64回から第67回）
- 『笑点 特大号「若手大喜利」』（BS日テレ）
- 『噺家が闇夜にコソコソ』（フジテレビ）
- 『立川流ver.3.01』（寄席チャンネル）
- 『立川吉笑のラジオ・エピソード0（ゼロ）』（TBSラジオ、2015年10月19日）
- 『Music B.B.』（2016年10月 - ）
- 『吉笑に美津留のファンタジオ渋谷』（渋谷のラジオ、2017年7月- ）
- 『OWD』（フジテレビオンデマンド）
- 『落語ディーパー! 〜東出・一之輔の噺のはなし〜』（NHK教育、2017年7月- ）
- 『SHIBA-HAMAラジオ』（文化放送、水曜パーソナリティ、2018年10月2日-）
- 『春風亭昇太のラジオビバリー昼ズ』（ニッポン放送、2021年5月12日）- 落語応援月間「生放送中に三題噺に挑戦！」(2021年5月12日) - お題は「ヘビ・梅雨入り・転ぶ」。
- 『小痴楽のシブラジ』（2022年8月28日、NHKラジオ第一）- ゲスト
- 『小痴楽の楽屋ぞめき』（NHKラジオ第一）
- 『演芸図鑑』（NHK総合）
  - 『林家正蔵の演芸図鑑』（2023年2月19日）- 「小人十九」
  - 『立川志らくの演芸図鑑』（2023年11月26日）- 「犬旦那」
  - 『林家正蔵の演芸図鑑』（2025年2月23日）- 「ぷるぷる」
- 『より良い思考の技法（'23）』（2023年4月 - 、放送大学テレビ授業科目）- ゲスト[23]

### Bリーグ
プロバスケットBリーグの試合を開催している横浜アリーナで落語を披露している。
- 2019年10月3日 (2019-20シーズンB1開幕戦  オープニングアクト)　[24]
- 2021年6月1日 (B1FINALS 2020-21、ハーフタイムショー）[25]

### 配信
- youtube「ジカ熱に注意！～落語編～ 立川吉笑とチャレンジ」（2017年、内閣国際感染症対策調整室[26])
- 丸亀製麺「耳で味わう丸亀寄席」（2024年4月、webCM・店内配信）

## 著作

### 単行本
- 吉笑年鑑2012 (2013年、合資会社グッドクエッション） ISBN 978-4990702915
- 現在落語論（2015年12月18日、毎日新聞出版）

### 連載
- 「次世代落語家研究所」（Quick Japan）
- 「炎上するまくら」（中央公論 2017年1月号 〜 ）

### 寄稿
- 「一塁走者の孤独」（文學界 2016年10月号）[27]
- 「潮」（文學界 2022年1月号）[28]
- 「歩馬灯」（文學界 2022年11月号）[29]